# Afronatrix anoscopus
Afronatrix anoscopus е вид влечуго от семейство Смокообразни (Colubridae). Видът е незастрашен от изчезване.

## Разпространение
Разпространен е в Гана, Гвинея, Камерун, Кот д'Ивоар, Либерия, Нигерия, Сенегал и Сиера Леоне.

## Описание
Популацията на вида е стабилна.